# Ioannis Theodoropoulos
Ioannis Theodoropoulos (in greco Ιωάννης Θεοδωρόπουλος?; Euritania, ... – ...; fl. XIX secolo) è stato un astista greco.

## Biografia
Partecipò alle gare di atletica leggera delle prime Olimpiadi moderne che si svolsero ad Atene nel 1896, gareggiando nel salto con l'asta e vincendo la medaglia di bronzo, dopo aver saltato 2,60 m.

## Palmarès
| Anno | Manifestazione  | Sede  | Evento           | Risultato | Prestazione | Note |
| ---- | --------------- | ----- | ---------------- | --------- | ----------- | ---- |
| 1896 | Giochi olimpici | Atene | Salto con l'asta | Bronzo    | 2,60 m      |      |